# Torneig de les Cinc Nacions 1991
El Torneig de les Cinc Nacions 1991 va ser el 62a edició en el format de cinc nacions i la 97a tenint en compte les edicions del Home Nations Championship. Anglaterra va guanyar el torneig, aconseguint una victòria final, 21-19, sobre França que de retruc li va suposar guanyar el Grand Slam, el primer des de 1980 i novè en el seu còmput general del torneig. Aquesta va ser també la victòria absoluta número 19 pel XV de la rosa, amb exclusió de deu títols compartits amb altres països. Anglaterra també va guanyar la Triple Corona i la Copa Calcuta com a resultat de les seves victòries sobre la resta de seleccions provinents de les illes britàniques. França i Escòcia van col·locar-se segon i tercer amb tres i dues victòries, respectivament, mentre que Irlanda i Gal·les quedaren quarta i cinquena sense aconseguir cap victòria després que el partit que les va enfrontar acabés amb el resultat d'empat a 21.

## Participants
| Nació      | Estadi           | Ciutat   | Entrenador        |
| ---------- | ---------------- | -------- | ----------------- |
| Anglaterra | Twickenham       | Londres  | Geoff Cooke       |
| França     | Parc des Princes | París    | Daniel Dubroca    |
| Irlanda    | Lansdowne Road   | Dublín   | Ciaran Fitzgerald |
| Escòcia    | Murrayfield      | Edimburg | Jim Telfer        |
| Gal·les    | National Stadium | Cardiff  | Ron Waldron       |

## Classificació
| Posició | Nació      | Partits | Partits  | Partits  | Partits | Punts   | Punts     | Punts      | Taula de punts |
| Posició | Nació      | Jugats  | Guanyats | Empatats | Perduts | A Favor | En contra | Diferència | Taula de punts |
| ------- | ---------- | ------- | -------- | -------- | ------- | ------- | --------- | ---------- | -------------- |
| 1       | Anglaterra | 4       | 4        | 0        | 0       | 83      | 44        | +39        | 8              |
| 2       | França     | 4       | 3        | 0        | 1       | 91      | 46        | +45        | 6              |
| 3       | Escòcia    | 4       | 2        | 0        | 2       | 81      | 73        | +8         | 4              |
| 4       | Irlanda    | 4       | 0        | 1        | 3       | 66      | 86        | −20        | 1              |
| 4       | Gal·les    | 4       | 0        | 1        | 3       | 42      | 114       | −72        | 1              |

## Results
| França                                                  | 15–9 | Escòcia                            | 1991-01-19 {{{time}}} - Parc des Princes, París Assistència: 48,990 espectadors Àrbitre: E. F. Morrison (Anglaterra) |
| Pen.: D Camberabero (2) Drops: Blanco D Camberabero (2) |      | Pen.: Chalmers (2) Drops: Chalmers | 1991-01-19 {{{time}}} - Parc des Princes, París Assistència: 48,990 espectadors Àrbitre: E. F. Morrison (Anglaterra) |

| Gal·les                   | 6–25 | Anglaterra                           | 1991-01-19 {{{time}}} - National Stadium, Cardiff Àrbitre: R. J. Megson (Escòcia) |
| Pen.: N. Jenkins Thorburn |      | Assaigs: Teague Pen.: Hodgkinson (7) | 1991-01-19 {{{time}}} - National Stadium, Cardiff Àrbitre: R. J. Megson (Escòcia) |

| Irlanda                             | 13–21 | França                                                                      | 1991-02-02 {{{time}}} - Lansdowne Road, Dublín Assistència: 50,000 espectadors Àrbitre: W. D. Bevan (Gal·les) |
| Assaigs: S. Smith Pen.: Kiernan (3) |       | Assaigs: Cabannes Lagisquet Con.: D Camberabero (2) Pen.: D Camberabero (3) | 1991-02-02 {{{time}}} - Lansdowne Road, Dublín Assistència: 50,000 espectadors Àrbitre: W. D. Bevan (Gal·les) |

| Escòcia | 32–12 | Gal·les                                         | 1991-02-02 {{{time}}} - Murrayfield, Edimburg Àrbitre: D. J. Bishop (Nova Zelanda) |
| Assaigs: Armstrong Chalmers Derek White (2) Con.: Chalmers G. Hastings Pen.: Chalmers G. Hastings (2) Drops: Chalmers |       | Assaigs: Ford Con.: Thorburn Pen.: Thorburn (2) | 1991-02-02 {{{time}}} - Murrayfield, Edimburg Àrbitre: D. J. Bishop (Nova Zelanda) |

| Gal·les                                                                            | 21–21 | Irlanda                                                                 | 1991-02-16 {{{time}}} - National Stadium, Cardiff Àrbitre: D. J. Bishop (Nova Zelanda) |
| Assaigs: Arnold N. Jenkins Con.: Thorburn (2) Pen.: Thorburn (2) Drops: N. Jenkins |       | Assaigs: Clarke Geoghegan Mullin Staples Con.: B. Smith Drops: B. Smith | 1991-02-16 {{{time}}} - National Stadium, Cardiff Àrbitre: D. J. Bishop (Nova Zelanda) |

| Anglaterra                                            | 21–12 | Escòcia            | 1991-02-16 {{{time}}} - Twickenham, Londres Àrbitre: S. R. Hilditch (Irlanda) |
| Assaigs: Heslop Con.: Hodgkinson Pen.: Hodgkinson (5) |       | Pen.: Chalmers (4) | 1991-02-16 {{{time}}} - Twickenham, Londres Àrbitre: S. R. Hilditch (Irlanda) |

| França | 36–3 | Gal·les        | 1991-03-02 {{{time}}} - Parc des Princes, París Assistència: 49,370 espectadors Àrbitre: K. Fitzgerald (Austràlia) |
| Assaigs: Blanco Lafond Mesnel Roumat Saint-André Sella Con.: Sella D Camberabero (2) Pen.: D Camberabero (2) |      | Pen.: Thorburn | 1991-03-02 {{{time}}} - Parc des Princes, París Assistència: 49,370 espectadors Àrbitre: K. Fitzgerald (Austràlia) |

| Irlanda                           | 7–16 | Anglaterra                                                         | 1991-03-02 {{{time}}} - Lansdowne Road, Dublín Àrbitre: A. Ceccon (France) |
| Assaigs: Geoghegan Pen.: B. Smith |      | Assaigs: Teague R. Underwood Con.: Hodgkinson Pen.: Hodgkinson (2) | 1991-03-02 {{{time}}} - Lansdowne Road, Dublín Àrbitre: A. Ceccon (France) |

| Escòcia                                                                                    | 28–25 | Irlanda                                                                       | 1991-03-16 {{{time}}} - Murrayfield, Edimburg Àrbitre: K. Fitzgerald (Austràlia) |
| Assaigs: G. Hastings S. Hastings Stanger Con.: Chalmers (2) Pen.: Chalmers (3) G. Hastings |       | Assaigs: Crossan Geoghegan Mullin Robinson Con.: B. Smith (3) Drops: B. Smith | 1991-03-16 {{{time}}} - Murrayfield, Edimburg Àrbitre: K. Fitzgerald (Austràlia) |

| Anglaterra                                                                | 21–19 | França                                                                              | 1991-03-16 {{{time}}} - Twickenham, Londres Assistència: 61,000 espectadors Àrbitre: L. J. Peard (Gal·les) |
| Assaigs: R. Underwood Con.: Hodgkinson Pen.: Hodgkinson (4) Drops: Andrew |       | Assaigs: Camberabero Mesnel Saint-André Con.: D Camberabero (2) Pen.: D Camberabero | 1991-03-16 {{{time}}} - Twickenham, Londres Assistència: 61,000 espectadors Àrbitre: L. J. Peard (Gal·les) |